# Enneapterygius similis
Enneapterygius similis är en fiskart som beskrevs av Fricke, 1997. Enneapterygius similis ingår i släktet Enneapterygius och familjen Tripterygiidae. Inga underarter finns listade i Catalogue of Life.